# Fort Chabrol (Épernay)
Fort Chabrol is een onderzoekslaboratorium van het champagnehuis Moët & Chandon, sinds 1900 gevestigd aan de avenue de Mardeuil 1 in Épernay. In het laboratorium werd wetenschappelijk onderzoek gedaan rond het enten van druivenrassen om een oplossing te vinden voor de schade van de druifluis (Phylloxera) in de wijngaard. Het maakt sinds 2015 deel uit van het UNESCO-werelderfgoed “Heuvels, huizen en kelders van de Champagne”.

## Naamgeving
Een boekhoudkunding tijdschrijft van het huis Chandon et Cie vermeldt in 1900 een ondernemer uit Agen met de naam Abel Chabrolle en een toespraak uit 1908 vermeld "Fort Chabrolle, genoemd naar de bouwer ervan, de heer Chabrolle".

## Gebouw
Het gebouw werd in 1900 voltooid volgens de plannen van de architect Henri Piquart. De voorgevel wordt onderbroken door drie uitstekende paviljoens. Twee aan elk uiteinde en het derde is de centrale ingang. Aan de noordkant bevindt zich in het paviljoen het oenologisch laboratorium. De vleugel die het verbindt met het centrale paviljoen werd gebruikt voor het enten. De zuidvleugel is de oude warme ruimte die voorafgaat aan het zuidelijke paviljoen, dat een serre is. De drie paviljoens weerspiegelen elk hun functie dankzij de gebruikte materialen (metaal en glas voor de serre) of dankzij de organisatie van de openingen in de gevel (een monumentale boogdeur met balkon voor het centrale paviljoen, ongetwijfeld administratief, en drie dubbele traveeën voor het noordelijke paviljoen, bestemd voor onderzoek). Het exterieur is in harmonie met het interieur. De bloemetjes die de bakstenen bogen afwerken, passen goed bij de decoratieve lampenarmen in de binnenkamers. Ook de nokpunten van de paviljoens zijn bewerkt. 

## Functie

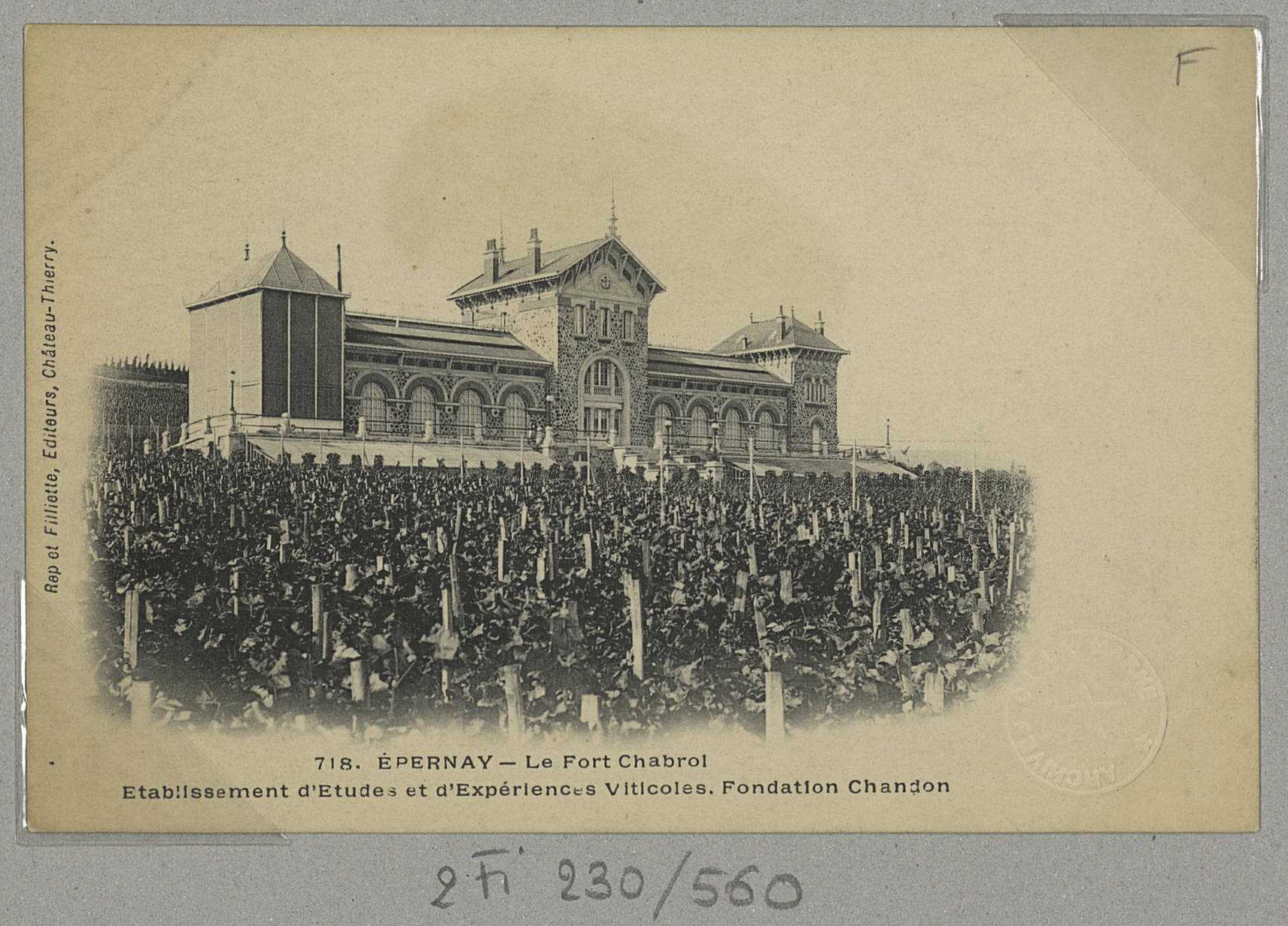
Oude postkaart

Het gebouw werd gebruikt als wijnbouw- en oenologisch onderzoeksinstituut van Moët & Chandon en werd opgericht door de twee broers Raoul en Gaston Chandon de Briailles. Het gebouw gaf ook onderdak aan de eerste “Praktische Wijnbouwschool”. Generaties jonge mensen werden opgeleid tot het begin van  jaren 80 in de 20e eeuw werden daar nog steeds de diploma's toegekend.
Het is een plek waar wetenschappelijk onderzoek werd gedaan: enten om de schade van de druifluis te bestrijden en deze nieuwe techniek over te dragen aan wijnbouwers in de Champagne. Fort Chabrol zorgde voor een revolutie in de Champagne en groeide geleidelijk uit tot het hart van de collectieve strijd tegen de druifluis. De wederopbouw van de wijnstokken van de hele Champagne verliep via deze instelling, waarin de energie van alle wijnbouwers en de champagnehuizen samenkwam. De onderzoekers van de school vormden samen met de wijnbouwers een soort 'heilige unie' om het insect te bestrijden.
Dankzij dit onderzoek konden de druivenrassen uit de Champagne worden geënt op Amerikaanse onderstammen, zodat al hun kenmerken behouden blijven. Dankzij het onderzoek in Fort Chabrol konden 115 hectare aan wijngaarden worden herplant tussen 1898 en 1911, en 211 hectare tussen 1911 en 1925.

## De 21e eeuw
Het gebouw staat sinds 2012 op de monumentenlijst van Frankrijk. Sinds 2015 maakt het deel uit van het UNESCO-werelderfgoed “Heuvels, huizen en kelders van de Champagne”.
Fort Chabrol opende uitzonderlijk haar deuren in mei 2020 en bijna 640 bezoekers maakten hiervan gebruik. Er werden verschillende workshops georganiseerd om de entmethoden uit te leggen. Het publiek kon ook de eerste portaaltractor uit 1947 ontdekken, die het begin markeerde van de mechanisatie in Champagne.

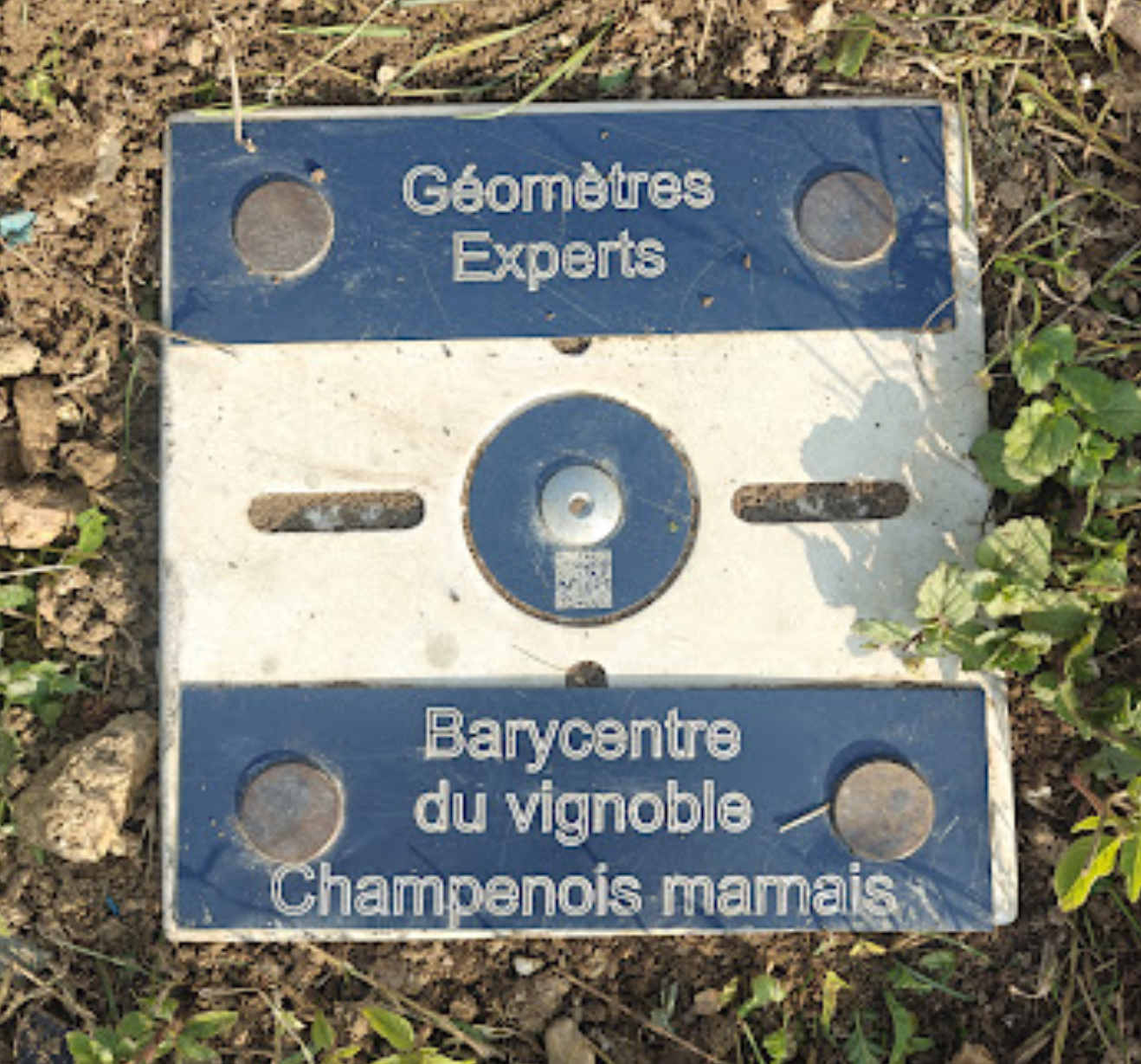
Middelpunt van de Champagne-appelatie in de Marne.

Landmeters hebben in de week van 3 tot en met 9 juni 2024 de exacte positie van het middelpunt van de Champagne-appelatie in de Marne berekend. Op 6 juni 2024 werd er onder auspiciën van de UNESCO-missie een stele opgericht op de precieze locatie van het middelpunt, dat zich bevindt vlak achter het gebouw van Fort Chabrol, maar binnen het domein.

### Natura Nostra, het duurzaamheidsprogramma
Moët & Chandon presenteerde op 25 november 2012 in Fort Chabrol haar programma "Natura Nostra" voor het behoud van biodiversiteit. Het plan beoogt onder andere de aanplant van 100 km aan heggen, beschrijft hoe onderzoekers de wijnstokken geschikt willen maken voor klimaatverandering en waarom schapen machines in de wijngaard zullen vervangen.
Daarbij zal nauw worden samengewerkt met verschillende lokale belanghebbenden. In het hart van Fort Chabrol werden al 1.743 bomen geplant. Dit getal verwijst naar de oprichtingsdatum van het merk. De gekozen soortenrijkdom is erop gericht een ecosysteem te versterken dat bevorderlijk is voor de migratie van verschillende diersoorten op de locatie.
Mont-Saint-Michel en baai · Kathedraal van Chartres · Paleis en park van Versailles · Basiliek van Vézelay op de colline éternelle · Prehistorische locaties en beschilderde grotten in de Vézèrevallei · Paleis en park van Fontainebleau · Kathedraal van Amiens · Romeins theater en omgeving en de triomfboog van Orange · Arles, Romeinse en romaanse monumenten · Cisterciënzer Abdij van Fontenay · Zoutziederij Salins-les-Bains en Koninklijke zoutziederij Arc-et Senans · Place Stanislas, Place de la Carrière en Place d'Alliance in Nancy · Abdijkerk van Saint-Savin-sur-Gartempe · Golf van Porto: Calanches de Piana, Golf van Girolata, Natuurreservaat Scandola · Pont du Gard · Straatsburg: Grande-Île · Parijs: oevers van de Seine · Kathedraal Notre Dame, Abdij van Saint-Remi en Paleis van Tau in Reims · Kathedraal van Bourges · Historisch centrum van Avignon · Canal du Midi · Historische vestingstad Carcassonne · Nationaal park Pyrénées-Mont Perdu · Pelgrimsroutes in Frankrijk naar Santiago de Compostella · Historisch Lyon · Rechtsgebied van Saint-Émilion · Loiredal tussen Sully-sur-Loire en Chalonnes-sur-Loire · Provins, stad van middeleeuwse jaarmarkten · Le Havre, stad herbouwd door Auguste Perret · Belforten in België en Frankrijk · Bordeaux, Port de la Lune · Vestingwerken van Vauban · Lagunes van Nieuw-Caledonië: rifdiversiteit en ecosystemen · Bisschopsstad Albi · Pitons, cirques en "remparts" van het eiland Réunion · De Causses en de Cevennen, mediterraan agropastoraal cultuurlandschap · Prehistorische paalwoningen in de Alpen · Steenkoolbekken van Nord-Pas-de-Calais · Beschilderde grot van de Pont d'Arc, bekend als de Grotte Chauvet-Pont-d’Arc, Ardèche · De climats van de wijnstreek Bourgogne · Heuvels, huizen en wijnkelders van Champagne · Architecturaal werk van Le Corbusier · Taputapuātea · Tektonisch landschap Chaîne des Puys en Limagnebreuklijn · Franse Zuidelijke Gebieden en Zeeën · Historische kuuroorden van Europa (Vichy) · Vuurtoren van Cordouan · Nice, winterbadplaats aan de Rivièra  · Oude en voorhistorische beukenbossen van de Karpaten en andere regio's van Europa ·  Te Henua Enata - De Markiezeneilanden